# Dimmi, dove ti fa male?
Dimmi, dove ti fa male? (Where Does It Hurt?) è un film comico del 1972 scritto e diretto da Rod Amateau.
La pellicola è uno sguardo cupamente satirico sul capitalismo in un ambiente ospedaliero.

## Trama
L'amministratore ospedaliero Albert T. Von Katzen sovrintende una struttura che è più interessata a generare entrate che a fornire cure mediche valide. Quando l'operaio edile Lester Hammond si presenta e non ha bisogno di altro che una radiografia al torace, viene immediatamente ricoverato e sottoposto a una serie di esami. Von Katzen istruisce il personale medico ad eseguire più interventi chirurgici possibili (non necessari) così da prendersi i soldi dei pazienti, mentre dedica molto tempo a più membri dello staff di sesso femminile. Quando Von Katzen finisce finalmente in prigione per le sue azioni subdole, trama una vendetta in cui tornerà in ospedale come paziente e gli verrà sottoposta un'operazione non necessaria per la quale potrà poi citare in giudizio l'ospedale. Ma il piano fallisce miseramente.

## Produzione
Il film venne annunciato nel giugno 1971. Le riprese cominciarono nel luglio 1971 a Los Angeles.

## Accoglienza
TV Guide scrisse del film: "Il linguaggio è profano, il procedimento insensato e la storia folle... Se odiate i medici, i messicani, gli omosessuali, i neri, le donne, i cattolici, gli ebrei, gli italiani, i giapponesi, le compagnie di assicurazione, gli ospedali, i polacchi e l'umanità, adorerete questo film". Dimmi, dove ti fa male? ha un indice di gradimento del 64%, basato su 144 recensioni da parte di critici professionisti, sull'aggregatore di recensioni Rotten Tomatoes.

## Curiosità
Nelle premesse e nello svolgimento iniziale, la trama del film ricorda da vicino il film italiano Il prof. dott. Guido Tersilli primario della clinica Villa Celeste convenzionata con le mutue, diretto da Luciano Salce e interpretato da Alberto Sordi, uscito nelle sale tre anni prima.